# Watthab ibn Sàbiq an-Numayrí
Watthab ibn Sàbiq an-Numayrí (mort el 1019) fou xeic dels numairites que governaven a Haran i una part del Diyar Múdar des de vers l'inici del segle x. És el primer membre conegut de la nissaga dels Banu Watthab o Banu Numayr, i fins i tot el nom del pare no consta en algunes fonts o és dubtós; en canvi els seus successors al segle xi són força més coneguts.
Els Banu Numayr són assenyalats ja a Síria central a la regió de Damasc en temps d'Harun ar-Raixid; a l'inici del segle x són esmentats com una de les tribus aliades als càrmates; al segle x s'havien traslladat a la regió de Sindjar i Mossul i junt amb altres tribus qaisites com els Banu Kilab, els Banu Quxayr, el Banu Uqayl, el Banu Hilal, els Banu Sulaym i els Qays Aylan, es van oposar als germans hamdànides Nàssir-ad-Dawla i Sayf-ad-Dawla; els Banu Numayr van atacar Mossul el 970, però van acabar expulsat del Diyar Rabia cap a l'estepa siriana, i allí Sayf al-Dawla els va expulsar cap al nord de l'Eufrates, al Diyar Mudar. El 990 eren en majoria xiïtes i van donar suport a l'intent de restauració dels hamdànides de Mossul. A cavall entre els dos segles els Banu Numayr sota Waththab ibn Sabik van crear el seu primer principat a l'entorn d'Haran; igual que els Banu Kilab a Alep, els Banu Marwan (marwànides) al Diyarbakır, i els Banu Uqayl al Diyar Rabia, volien administrar pel seu propi compte els territoris i les ciutats (que abans es limitaven a saquejar). Haurien dominat Haran, Sarudj, al-Ruha (Edessa), Rakka i Rafika. El 1005 milers de cavallers numàyrides i kilabites dirigits per senyor de Sarudj, Wahthab ibn Djafar, que podria ser la mateix persona que Waththab ibn Sabik emir d'Haran, van donar suport al ghazi Asfar Taghlib contra els bizantins, però després Waththab va buscar l'aliança amb els romans d'Orient per atacar el Diyarbakır, i amb el seu ajut va penetrar al territori marwànida i va sotmetre a Nàssir-ad-Dawla ibn Marwan, saquejant diversos llocs. Ibn Marwan va buscar el suport de Qarwaix ibn al-Muqàl·lad, emir uqàylida de Mossul, mercès al qual el va poder rebutjar; els bizantins es van excusar amb l'emir marwànida.
Wathathab va morir el 1019 i el va succeir el seu fill Xabib ibn Watthab.